# 伊予鉄フィナンシャルサービス
伊予鉄フィナンシャルサービス株式会社（いよてつフィナンシャルサービス、IYOTETSU Financial Service）は、愛媛県松山市に本社を置く伊予鉄グループの金融サービス事業会社である。

## 概要
いよてつ髙島屋の「ローズカード」、フリーローン「みきゃんカード」の発行や、企業や個人向けの損害保険等、地域に密着した金融サービスを提供する伊予鉄グループの100%子会社。 

## 沿革
- 1951年（昭和26年）2月23日：協同組合松山専門店会設立、クレジット事業を開始。
- 1963年（昭和38年）3月：「株式会社マツセン」設立、貸金業を開始。
- 1997年（平成9年）4月：協同組合松山専門店会の名称を協業組合日専連松山に、株式会社マツセンの商号を株式会社日専連えひめにそれぞれ変更と同時に、協同組合からクレジット並びに商品券事業を譲受。
- 2013年（平成25年）
  - 7月25日：伊予鉄道の出資を受け、同社の100%子会社となる。
  - 10月1日：商号を「株式会社いよてつカードサービス」へ変更[3]。

- 2024年（令和6年）
  - 4月1日：商号を「伊予鉄フィナンシャルサービス株式会社」に変更。

## クレジットカード
カードラインナップ
- ローズカードJCB
- スピカJCBカード
- コープJCBカード